# Luciano Barbosa (atleta)
Luciano Barbosa (Rio Grande, 27 de julho de 1971 – São Paulo, 21 de junho de 2008) foi um atleta profissional de squash brasileiro.

## Biografia

### Primeiros anos
Nascido em Rio Grande, no interior do estado do Rio Grande do Sul, durante sua infância Luciano iniciou a prática do squash, aos onze anos de idade, conquistando oito campeonatos estaduais. Iniciou uma graduação em análise e desenvolvimento de sistemas, porém, abandonou o curso mudando-se para cidade de São Paulo, em 2000, para dedicar-se a prática do esporte.

### Carreira
No ano de 2003, integrou a delegação brasileira que representou o país nos Jogos Pan-Americanos de 2003, realizado em São Domingos, na República Dominicana. Na competição por equipes, em uma equipe formada por Rafael Alarçón [en], Ronivaldo Conceição [en] e Barbosa, a equipe conquistou a medalha de prata, sendo superada pela equipe canadense.
Após quatro anos, representou novamente a delegação brasileira nos Jogos Pan-Americanos de 2007, sediado na cidade do Rio de Janeiro, no Brasil. Novamente, a equipe foi formada por Alarçón, Conceição e Barbosa. A equipe conquistou a medalha de bronze após ser novamente derrotada pela equipe do Canadá, dividindo a medalha com a equipe mexicana.
Também atuou como professor de squash no Ipê Clube, localizado no bairro do Ibirapuera.

### Morte
Barbosa morreu de maneira precoce aos trinta e seis anos de idade, após sofrer um acidente vascular cerebral (AVC). Sua missa de sétimo dia foi realizada na Paróquia Nossa Senhora do Brasil.